# Пёльс-Оберкурцхайм
Пёльс-Оберкурцхайм (нем. Pöls-Oberkurzheim) — ярмарочная община (нем. Marktgemeinde) в Австрии, в федеральной земле Штирия. Образована 1 января 2015 года в результате муниципальной структурной реформы в Штирии путём слияния политических общин Пёльс и Оберкурцхайм. Центр общины — Пёльс (нем. Pöls).
Входит в состав округа Мурталь. Население составляет 3 047 человек (на 1 января 2015 года). Занимает площадь 62,53 км². Плотность населения — 48,73 чел./км². Идентификационный код — 6 20 43. Автомобильные коды: новые — MT (с 1 июля 2012 года), старые — JU (до 1 июля 2012 года).

## Состав общины (2015.05.01)
- 62043 ★ M ★ Пёльс-Оберкурцхайм (Pöls-Oberkurzheim) — (3 047)

-  ∀ Аллерхайлиген (Allerheiligen (Gemeinde Pöls-Oberkurzheim)) — (24) ♦ Аллерхайлигенграбен (Allerheiligengraben) — (12) ♦ Винден (Winden (Steiermark)) — (56) ♦ Гётцендорф (Götzendorf) — (97) ♦ Грайт (община Пёльс-Оберкурцхайм) (Greith (Gemeinde Pöls-Oberkurzheim)) — (104) ♦ Густерхайм (Gusterheim) — (195) ♦ Зауэрбрунн (Sauerbrunn) — (25) ♦ Кацлинг (Katzling) — (138) ♦ Маутерндорф (Mauterndorf (Steiermark)) — (178) ♦ Мозинг (Mosing) — (22) ♦ Мюльталь (Mühltal (Gemeinde Pöls-Oberkurzheim)) — (11) ♦ Оберкурцхайм (Oberkurzheim) — (133) ♦ Оффенбург (Offenburg (Steiermark)) — (29) ♦ Пайг (Paig) — (64) ♦ Пасхаммер (Paßhammer) — (15) ♦ ★ Пёльс (Pöls) — (1 538) ♦ Пёльсхоф (Pölshof) — (23) ♦ Талинг (Thaling (Steiermark)) — (83) ♦ Тальхайм (Thalheim (Steiermark)) — (158) ♦ Унтерцайринг (Unterzeiring) — (15) ♦ Энцерсдорф (Enzersdorf) — (127) ∇

Оценка численности населения общины и ортшафтов приведена в скобках по состоянию на 31 декабря 2014 года

## Политическая ситуация
Выборы — 2015
Бургомистр общины — Гернот Эссер (СДПА).
Совет представителей общины (нем. Gemeinderat) состоит из 21 места.
Распределение мест:
- СДПА занимает 14 мест;
- АНП занимает 5 места;
- АПС занимает 2 места.